# Luz María Aguilar
Luz María Aguilar Torres (* 26. März 1936 in Ojinaga, Chihuahua) ist eine mexikanische Schauspielerin.

## Leben
Sie ist als Schauspielerin seit Anfang der 1950er Jahre aktiv und hat am Theater, in Filmen und TV-Serien mitgespielt, darunter viele Telenovelas. In der Komödien-Serie Hogar, dulce hogar spielte sie ab 1974 acht Jahre als „Lucha“ mit. Ab 2008 spielte sie in der Telenovela Alma de hierro als „Mimicha“. 2015 folgte die Serie Amores con trampa als „Perpetua“.

## Filmografie

### Film
- 1954: Maldita ciudad
- 1955: Las nenas del 7
- 1955: Soy un golfo
- 1956: Caras nuevas
- 1956: Con quién andan nuestras hijas
- 1956: Juventud desenfrenada
- 1957: Vainilla, bronce y morir (Una mujer más)
- 1958: El águila negra contra los enmascarados de la muerte
- 1958: El águila negra en la ley de los fuertes
- 1958: Mujeres encantadoras
- 1959: Manicomio
- 1959: Pistolas de oro
- 1959: Siete pecados
- 1960: El último mexicano
- 1960: La llorona
- 1960: Mundo, demonio y carne
- 1960: Vivir del cuento
- 1960: ¡Qué bonito amor!
- 1961: La diligencia de la muerte
- 1961: La furia del ring
- 1961: Las cosas prohibidas
- 1961: Matrimonios juveniles
- 1961: Mujeres engañadas
- 1961: Ojos tapatios
- 1962: El caballo blanco
- 1962: Estos años violentos
- 1962: Las recién casadas
- 1963: El norteño
- 1964: El mundo de las drogas
- 1965: La maldición de mi raza
- 1965: Pistoleros del oeste
- 1966: Dos meseros majaderos
- 1967: Cómo pescar marido
- 1968: Dr. Satán y la magia negra
- 1969: Al fin a solas
- 1975: Laberinto de pasiones
- 1975: Las fuerzas vivas
- 1976: Supervivientes de los Andes
- 1995: El secuestro del símbolo sexual

### Fernsehen
- 1960: María Guadalupe
- 1961: El enemigo
- 1963: La sombra del otro
- 1964: La intrusa
- 1965: Tú eres un extraño
- 1966: El ídolo
- 1967: Cuna vacía
- 1967: La duda
- 1968: Cárcel de mujeres
- 1969: Concierto de almas
- 1970: Cosa juzgada
- 1971: El profesor particular
- 1973: Amaras a tu projimo
- 1974–1982: Hogar, dulce hogar
- 1979: Vamos juntos
- 1984: Aprendiendo a vivir
- 1989–2007: Mujer, casos de la vida real
- 1993: Corazón salvaje
- 1994: Los papás de mis papás
- 1998: Una luz en el camino
- 1998: Vivo por Elena
- 1999: Cuento de navidad
- 1999: El niño que vino del mar
- 2001: Navidad sin fin
- 2003: Clap…El lugar de tus sueños
- 2004: Rubí
- 2006–2007: La fea más bella
- 2008–2009: Alma de hierro
- 2010: Mujeres asesinas 3
- 2011: Ni contigo ni sin ti